# Ib Eskildsen
Ib Eskildsen (født 31. oktober 1940 i København, død 16. juli 1960 i Kastrup Lufthavn) var en dansk fodboldspiller.
Ib Eskildsen spillede alle sine 21 klubkampe som højre back i Frem. Han debuterede 25. oktober 1959 mod Esbjerg fB 1-3 og spillede sin sidste kamp 26. juni 1960 mod Malmö FF 2-2 i Nordisk Cup.
Den 19-årige Ib Eskildsen var en af de otte, som omkom i flyulykken på vej til en OL-forberedelseskamp i Herning.
De andre var Per Funch Jensen, Arne Karlsen, Kurt Krahmer (alle KB), Søren Andersen (Frem), Erik Pondal Jensen (AB), Børge Bastholm Larsen (Køge) og Erling Spalk Ikast FS, der var den eneste af de otte, som ikke havde spillet på landsholdet.
Ib Eskildsen nåede kun at spille én U-21 landskamp og er den landsholdsspiller, der har haft den korteste liv.
Ib Eskildsen og hans klubkammerat Søren Andersen ligger begge begravet på Vestre Kirkegård, hvor Frem satte en fælles gravsten. Gravstedet er nedlagt. En mindeplade er sat op i klubbens indgangsparti i Valby til ære for de to spillere. De blev begge kåret som "Årets Fremmer" i 1960.